# Husby, Hedemora
Husby je selo u središnjoj Švedskoj u županiji Dalarna.

## Stanovništvo
Prema podacima o broju stanovnika iz 2010. godine u gradu živi 256 stanovnika.